# Seko

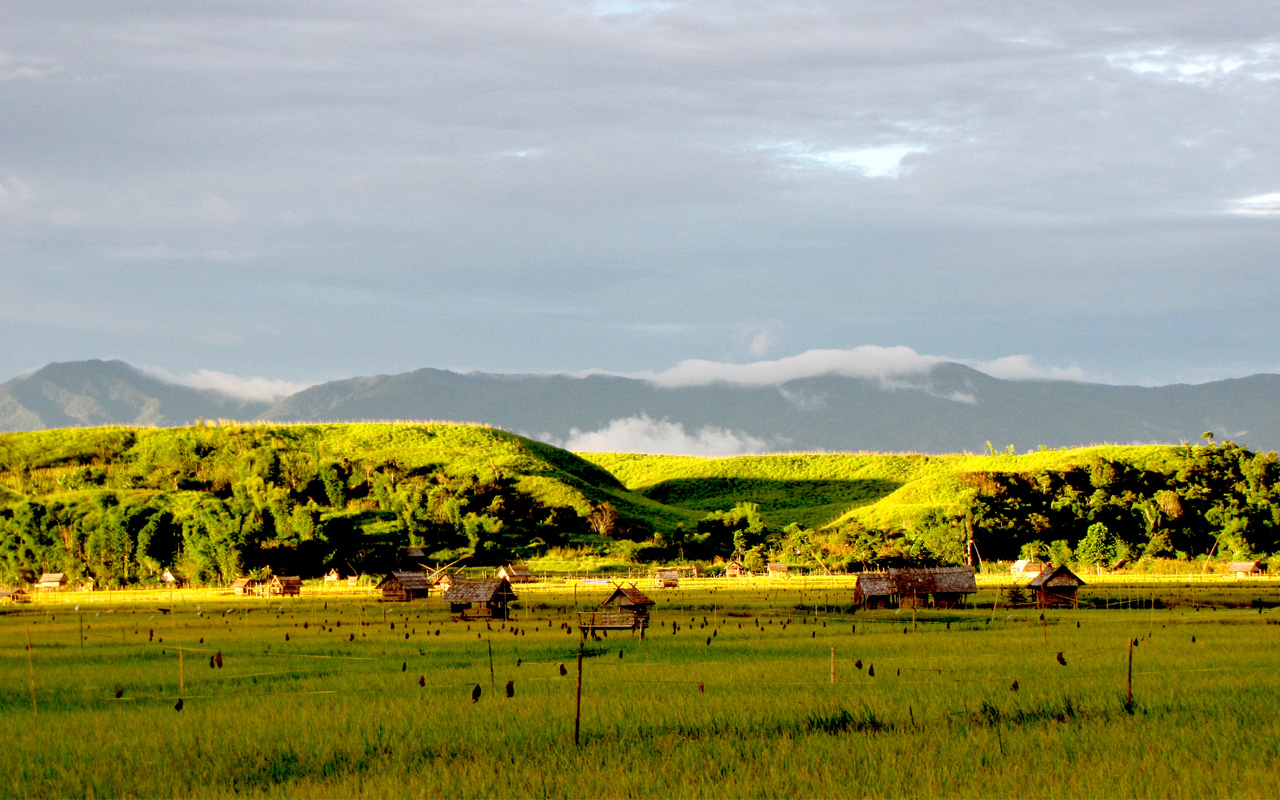
Paysage de rizières du pays seko.

Les Seko sont une population de l'île de Sulawesi en Indonésie.
Ils habitent une région située au nord de Rantepao, le centre touristique du pays toraja, et à l'ouest du lac Poso, à cheval sur la frontière entre les provinces de Sulawesi occidental et Sulawesi du Sud et juste au sud de la frontière avec la province de Sulawesi central. Cette région constitue l'amont du fleuve Karama, le troisième de Célèbes en importance, qui coule vers l'ouest pour se jeter dans le détroit de Makassar, au nord de la ville Mamuju.
Cette population parle quatre langues distinctes mais très proches l'une de l'autre, qui forment le sous-groupe seko du groupe méridional des langues sulawesiennes :
- le budong-budong avec 70 locuteurs ;
- le panasuan avec 900 locuteurs ;
- le seko padang avec 5 000 locuteurs ;
- le seko tengah avec 2 500 locuteurs.

Les Seko Padang et Tengah habitent à l'est du Karama, du côté de Sulawesi du Sud, les Budong-budong et les Panasuan à l'ouest, du côté de Sulawesi occidental. Selon la tradition orale des Panasuan, les Budong-budong se sont récemment séparés d'eux.